# TouristOnline
TouristOnline A/S er en danskejet virksomhed grundlagt i 2000 og baseret i København. Virksomheden udvikler og driver online bookingsystemer til hoteller, vandrehjem, feriehusudlejere og eventbureauer.
Virksomheden startede som to selstændige virksomheder, TouristOnline Aps og Brancheportal A/S. TouristOnline Aps blev etableret i 2001 af den danske turistbranche, heriblandt HORESTA, VisitDenmark samt en række regionale turismeorganisationer. Dette skete med ønsket om etablering af en online bookingfacilitet som er tilgængelig for alle i branchen til rimelige omkostninger, samt at få brancheindflydelse på drift og udvikling af det fælles booking system.[kilde mangler]
Brancheportal A/S blev etableret i 1999 af HORESTA og M&P Internetbureau, med det formål at skabe en stærk base for online markedsføring på nettet for den danske turistbranche.
I 2005 overtog VisitDenmark – Danmarks førende turistorganisation – begge virksomheder (TouristOnline og Brancheportal) og grundlagde VisitDenmark Booking ApS som senere skiftede navn til TouristOnline A/S.